# Gieorgij Cyniow
Gieorgij Karpowicz Cyniow (ros. Гео́ргий Ка́рпович Цинёв, ur. 22 kwietnia?/5 maja 1907 w Jekaterynosławiu, zm. 31 maja 1996 w Moskwie) – funkcjonariusz radzieckich służb specjalnych ukraińskiego pochodzenia, generał armii bezpieczeństwa państwowego ZSRR, I zastępca przewodniczącego KGB (1982–1985), Bohater Pracy Socjalistycznej (1977).

## Życiorys
Od 1932 członek WKP(b), 1934 ukończył Dniepropietrowski Instytut Metalurgiczny i do 1939 pracował w zakładach metalurgicznych im. Karla Liebknechta w Dniepropietrowsku. Od 1939 na stanowiskach partyjnych w Dniepropietrowsku, sekretarz komitetu rejonowego WKP(b), w 1940 II sekretarz Komitetu Miejskiego WKP(b) w Dniepropietrowsku.
Od listopada 1941 w Armii Czerwonej, uczestnik wojny z Niemcami. Politruk sztabu grupy operacyjnej wojsk 21 Armii, od lutego 1942 zastępca szefa Wydziału Politycznego Frontu Kalinińskiego, od lipca do grudnia 1942 szef Wydziału Politycznego 4 Armii Uderzeniowej na Froncie Kalinińskim, od maja 1943 do końca wojny szef Wydziału Politycznego 57 Armii. Brał udział w walkach obronnych na Ukrainie, w bitwie pod Moskwą, w walkach zimowo-wiosennych 1943 w rejonie Charkowa, bitwie nad Dnieprem, bitwie na prawobrzeżnej Ukrainie, w zajęciu Mołdawskiej SRR, Rumunii, Bułgarii, Jugosławii, Węgier i Austrii. 19 kwietnia 1945 mianowany generałem majorem Armii Czerwonej.
Od czerwca 1946 pomocnik Najwyższego Komisarza w komitecie wykonawczym Radzieckiej Strony Sojuszniczej Komisji w Austrii. 1948–1950 studiował w Wyższej Akademii Wojskowej im. Woroszyłowa w Moskwie, 1950–1951 zastępca Najwyższego Komisarza ZSRR w Austrii. Od 1953 funkcjonariusz organów bezpieczeństwa państwowego, od września 1953 szef Zarządu Wydziałów Specjalnych Grupy Wojsk Radzieckich w Niemczech, od 1954 w KGB. 9 stycznia 1957 mianowany generałem porucznikiem bezpieczeństwa państwowego. Od czerwca 1958 kierownik Wojskowego Instytutu KGB ZSRR im. Feliksa Dzierżyńskiego w Moskwie, od września 1963 szef Zarządu Specjalnego w 3 Zarządzie Głównym KGB, od maja 1961 szef Zarządu Specjalnego - zastępca szefa 3 Zarządu Głównego KGB, od lutego 1966 szef tego Zarządu. Od 24 maja 1967 członek Kolegium KGB, od 24 lipca 1967 szef II Zarządu Głównego KGB, od 27 października 1967 w stopniu generała pułkownika. Od sierpnia 1970 zastępca, a od śmierci Siemiona Cwiguna w styczniu 1982 do listopada 1985 I zastępca przewodniczącego KGB. Następnie członek Grupy Generalnych Inspektorów Ministerstwa Obrony ZSRR. 13 grudnia 1978 mianowany generałem armii. Deputowany do Rady Najwyższej ZSRR od 8 do 11 kadencji. 1976–1981 zastępca członka, a 1981–1986 członek KC KPZR. Od 1992 w stanie spoczynku. Pochowany na Cmentarzu Wagańkowskim w Moskwie.

## Odznaczenia i nagrody
- Złoty Medal „Sierp i Młot” Bohatera Pracy Socjalistycznej (4 maja 1977)
- Order Lenina (trzykrotnie)
- Order Rewolucji Październikowej
- Order Czerwonego Sztandaru (trzykrotnie)
- Order Bohdana Chmielnickiego (ZSRR) II klasy
- Order Wojny Ojczyźnianej I klasy
- Order Wojny Ojczyźnianej II klasy
- Order Czerwonego Sztandaru Pracy
- Nagroda Państwowa Rosyjskiej FSRR (1983)
- Medal „Za zwycięstwo nad Niemcami w Wielkiej Wojnie Ojczyźnianej 1941–1945”
- Odznaka „Honorowy Funkcjonariusz Bezpieczeństwa”

Medale ZSRR i odznaczenia zagraniczne.